# كريستيان براند
كريستيان براند (بالألمانية: Christian Brand)‏ (23 مايو 1972 في ألمانيا - ) هو مدرب كرة قدم ولاعب كرة قدم ألماني في مركز الوسط. لعب مع فيردر بريمن ونادي أوسنابروك ونادي فولفسبورغ ونادي كرينز ونادي لوزيرن وهانزا روستوك وVfL Herzlake ‏ وفيردر بريمن 2 ‏ وFC Bremerhaven ‏ وVfB Oldenburg ‏.

## وصلات خارجية
- كريستيان براند على موقع قاعدة بيانات كرة القدم.إي يو (الإنجليزية)
- كريستيان براند على موقع بيانات كرة القدم. دي إي (الألمانية)
- كريستيان براند على موقع عالم كرة القدم.نت (الإنجليزية)